# Calospila rhodope
Espèce
Calospila rhodope est un insecte lépidoptère appartenant à la famille  des Riodinidae et au genre Calospila.

## Dénomination
Calospila rhodope a été décrit par William Chapman Hewitson en 1853 sous le nom de Lemonias rhodope .

### Sous-espèces
- Calospila rhodope rhodope; présent au Brésil.
- Calospila rhodope amphis (Hewitson, 1870) ; présent en  Équateur et au Pérou.
- Calospila rhodope bubo (Butler, 1867) ; présent au Brésil.
- Calospila rhodope wayanai Brévignon, 1993 ; présent en Guyane.

### Noms vernaculaires
Il se nomme Rhodope Metalmark en anglais.

## Description
Calospila rhodope est un papillon au dessus orange avec une large bordure et l'apex des antérieures marron. Le revers est beige orné de lignes de marques marron.

## Écologie et distribution
Calospila rhodope est présent dans le nord de l'Amérique du Sud, en Guyane, en Guyana,  au Surinam, à Trinité-et-Tobago, en  Équateur, au Brésil et au Pérou.

### Biotope
Il réside dans la forêt tropicale.

### Protection
Pas de statut de protection particulier.